# أندريه يفبفر
أندريه يفبفر (بالفرنسية: André Lefebvre de Laboulaye) (و. 1876 – 1966 م) هو دبلوماسي فرنسي، ولد في باريس، توفي في باريس، عن عمر يناهز 90 عاماً.

## مناصب
تولى منصب سفير فرنسا لدى الولايات المتحدة (1933–1937)
.

## التعليم
تعلم في الكلية الليبرالية للعلوم السياسية ‏
.

## جوائز
حصل على جوائز منها:

وسام جوقة الشرف من رتبة قائد